# 기요하라 가즈히로
기요하라 가즈히로(일본어: 清原 和博, 1967년 8월 18일 ~ )는 일본의 전 프로 야구 선수이자 야구 해설가·평론가이다.

## 인물

### 프로 입문 전

#### 초등학교 ~ 중학교 시절
기요하라의 친가는 도시바 전기 기구점을 운영하는데 그의 할아버지를 시작으로 온가족이 요미우리 자이언츠 팬이며, 그 영향으로 기요하라도 요미우리의 팬으로 자랐다. 1974년에는 주니치 드래건스가 요미우리의 V10을 저지한데 이어 다음 해는 히로시마 도요 카프가 센트럴 리그를 제패하자 가족들이 응원하는 요미우리가 2년 연속으로 리그 우승에 실패한 것을 계기로, 야구에 입문하게 되었다고 한다.
1974년, 기요하라는 기시와다 시립 야기미나미 초등학교에 입학, 야구를 시작했는데 그 중 기시와다 리틀 리그 부원 모집 포스터를 보고 입단 테스트를 받아 입단했고 매일 할아버지로부터 100엔씩을 받으며 비오는 날도 마다하지 않고 연습에 매진했다.
1977년, 6학년들 뿐인 주전 선수들 사이에서 유일하게 4학년으로 주전 선수가 되었고, 그 후 투수에도 재능을 발휘했으며 6학년 때는 팀내 에이스 겸 4번 타자를 맡아 퍼펙트 게임을 기록하기도 했다. 그 후, 기시와다 시립 구메다 중학교에 입학하고 기시와다 시니어 리그로 소속을 옮겨, 중학교 2학년때부터는 팀내 주장으로 간사이 시니어 대회 우승에 성공했다. 3학년때는 닛폰 생명 야구장 구장의 그물을 흔드는 홈런을 기록했다.

#### 고등학교 시절
고등학교 진학을 앞두고 자신을 찾아온 약 30개 학교의 제안들 중 PL가쿠엔 고등학교의 제안을 택하여 진학했다. 처음에는 덴리 고등학교와 PL가쿠엔 고등학교를 사이에 두고 고민하고 있었으나, 견학 중 덴리 고등학교에서는 3학년은 연습을 하고 1학년은 공을 줍고 있는 장면을 보았고, PL가쿠엔 고등학교에선 학년과 상관 없이 다함께 같은 연습을 하고 있는 모습을 보면서 결국 마음이 기울었다. 처음에는 투수직을 원했으나 동기 구와타 마스미의 비범한 실력을 보고 “(구와타에게는 투수로는) 절대 이길 수 없다”라 생각하며 야수를 택했다. 한편 구와타 또한 자신보다 훨씬 체격이 큰 동료들을 보며 자신이 고교 야구에서 통하지 않을꺼란 생각을 했다고 한다. 당시 배팅 연습 때 비거리가 제대로 나오지 않는 대나무 방망이를 사용하고 있었음에도 불구하고 타구를 네트를 넘어 바깥쪽으로 보낸 덕분에 그의 철망은 무언가를 잔뜩 덧댄 누더기 같았다고 하는 일화가 있다. 이 철망은 지금도 ‘기요하라 네트’라 불리고 있다.
전국에서 정예만 모이는 PL가쿠엔 고등학교 야구부에 1학년 때부터 4번 자리를 차지하며 에이스 자리를 맡은 구와타와 함께 고시엔 대회에 5계절 연속 출장을 기록했으며 1학년 하계 대회 우승, 2학년의 춘계, 하계 대회 준우승, 3학년의 춘계 대회는 4강, 3학년 하계 대회 때 두 번째 우승을 기록했다.
특히 기요하라와 구와타는 KK콤비라 불리며 구와타 - 기요하라 세대로 불리는 이 세대를 대표하는 인물이 되었다. 이후 같은 세대인 마쓰야마 히데아키(오릭스), 이마쿠루스 나리유키(요코하마 다이요 웨일스, 세이부), 다쿠미 마사히로(긴테쓰) 또한 모두 프로 구단에 입단하여 활약했다.
고시엔 대회에서 개인 통산 13개의 홈런을 날리는 등 고등학교 시절 동안 총 64개의 홈런을 기록했다. 3학년 하계 고시엔 대회에서 단일 대회 통산 신기록인 5호 홈런을 쏘아올리자 아나운서 우에구사 사다오가 “고시엔은 기요하라를 위해서 있는 것인가!”라고 중계하기도 했다. 3학년 시절 춘계 대회에서는 하마마쓰 상업 고등학교와의 경기와 같은 해 하계 대회에서의 도카이 대학 야마가타 고등학교와의 경기에서는 감독에게 강하게 요구하여 투수로도 등판했다.
호쾌한 홈런을 비롯하여 시합 자체로도 많은 전설을 낳았지만 연습에 대한 진지한 태도로도 많은 주목을 받았다. 그 사연 중 하나로 3학년 춘계 대회 준결승에서 고치 현립 고등학교의 와타나베 도미오에게 3개의 삼진을 당하며 틀어막혀 팀의 1-3 패배를 지켜볼 수 밖에없었는데 시합 후 벤치에서 뜨거운 눈물을 흘렸지만 (고등학교 3년 중에 유일하게 고시엔 대회 결승 진출에 실패한 대회다.) 그 날 학교로 돌아온 후 밤에 나카무라 쥰지 감독이 아무도 없어야할 실내 연습장 불이 켜져 있자 가봤는데 윗옷을 벗은 기요하라가 땀을 비같이 흘리면서 혼자 묵묵히 배팅 연습을 하고 있었다고 한다.

### 세이부 시절
어릴 적부터 열렬한 요미우리의 팬이었던 기요하라는 요미우리에 입단하기를 희망했지만 요미우리는 와세다 대학 진학을 계획하고 있던 구와타 마스미를 드래프트 1위 강행 지명하였다. 기요하라는 난카이, 닛폰햄, 주니치, 긴테쓰, 세이부, 한신 총 6 구단으로부터 1위 지명을 받았다. (KK 드래프트 사건) 만약 요미우리에 입단할 수 없다면 친가 쪽에 가까운 한신 입단도 고려하고 있었지만 추첨 결과 세이부가 교섭권을 획득했다. 드래프트 후 기자회견에서 실의에 빠져 눈물을 머금은 모습이 방송되기도 했다. 이 때 요미우리는 팀 사정으로 인해 구와타를 포함하여 1위에서 4위까지의 드래프트 권한을 모두 투수에게 사용하였으며 1루에는 나카하타 기요시, 3루에는 하라 다쓰노리가 주전 자리를 쥐고 버티고 있었기 때문에 기요하라가 들어갈 자리는 없었다.
결국 기요하라는 그대로 등번호 3번을 단 채 세이부로 입단했고 루키 시즌 개막 후 두 번째 경기에서 수비 강화를 위한 대수비로 투입되면서 데뷔 경기를 가졌다. 첫 타석에서 볼넷을 얻은 기요하라는 두 번째 타석에서 프로 첫 안타를 홈런으로 기록했다. 그 이후로 활약을 이어가며 고졸 신인 사상 처음으로 31홈런을 기록하며 역대 신인 홈런 기록 타이를 이루었으며 타율도 0.304를 올렸고 타점도 78개를 올리며 신인 역대 최고 기록을 갈아치워 그 해 신인왕에 등극했다. 일본 시리즈에도 8경기 모두 4번 타자 겸 1루수로 선발 출장하여 일본 시리즈 우승에 공헌하였다. 이 해 일본 유행어 대상을 탄 신인류라는 말의 대표격으로 여겨져 구도 기미야스 등과 함께 표창식에 참석했다.
세이부의 황금 시대의 상징이자 4번 타자로 군림하며 3번 타자 아키야마 고지와「AK포」를 형성했다. 1988년에는 용병 타이 반 버클레오와 「AKB포」로 불리었으며 89년 이후에는 오레스테스 데스트라데와 함께「AKD포」를 형성했다. 전성기에는 '삼관왕에 가장 가까운 남자'로 칭송받았으나 1995년 구도 기미야스 등 주력 선수들이 팀을 떠나 팀 전력이 크게 약화돼 연속 우승 기록도 끊기며 1996년에는 입단 후 첫 루징 시즌과 함께 황금기의 종지부를 찍었다. 기요하라 또한 95년 프로 데뷔 후 첫 오른쪽 어깨 부상으로 처음으로 1군에서 말소되었다.
한때는 유일하게 오 사다하루를 넘을 수 있다고 여겨졌고 입단 4년차였던 1989년 6월 4일 21세 9개월이라는 사상 최연소 나이로 통산 100개 홈런을 돌파했다. 3년 후 1992년에는 다시 최연소 기록인 24세 10개월로 통산 200홈런을 달성했다. 은퇴 후 자신은 세이부 시절 늘 통산 홈런 개수 기록을 오 사다하루의 그것과 비교하고 있었다고 말했다.
1년에 몇 개의 시합 정도는 3루수로 출전했으며 일본 시리즈에서 센트럴 리그팀 홈구장에서 경기를 가질 때 평상시 지명타자를 맡던 데스트라데가 1루수를 보는 대신 기요하라가 3루로 포지션을 변경해 뛰었다.
1990년, 당시 프로 선수로써는 사상 최연소로 연봉 1억엔을 돌파하는 선수가 되었다.
1986년부터 1988년까지, 또 1990년부터 1994년까지 총 8번의 퍼시픽 리그 우승과 6번의 일본 시리즈 우승(1986년 - 1988년, 1990년 - 1992년) 공헌했다. 물론 단 한번도 일본 시리즈 MVP에 올라서진 못했지만 1986년, 1988년에는 우수 선수에, 패배한 1993년, 1994년에는 감투상을 수상했다.
덧붙여 세이부 입단 때는 자신에게 맞는 사이즈의 헬멧이 없어서 곤란하던 중 우연히 1980년에 이 구단에서 은퇴한 노무라 가쓰야의 헬멧을 발견해 이것이 딱 맞아서 은퇴할 때까지 23년간 팀이 바뀔 때마다 색을 다시 칠해가면서 이 헬멧을 사용한 적이 있다.

## 출신 학교
- PL가쿠엔 고등학교

## 선수 경력
- 세이부 라이온스(1986년 ~ 1996년)
- 요미우리 자이언츠(1997년 ~ 2005년)
- 오릭스 버펄로스(2006년 ~ 2008년)

## 수상·타이틀 경력

### 타이틀
- 최고 출루율: 2회(1990년, 1992년)
- 최다 승리 타점: 1회(1988년)

### 수상
- 신인왕(1986년)
- 베스트 나인: 3회(1988년, 1990년, 1992년)
- 골든 글러브상: 5회(1988년, 1990년, 1992년 ~ 1994년)
- 월간 MVP: 5회(1986년 9월, 1990년 8월, 1992년 9월, 1994년 5월, 2001년 6월)
- 올스타전 MVP: 7회(1986년 제2차전, 1987년 제3차전, 1990년 제2차전, 1993년 제1차전, 1996년 제2차전, 1997년 제2차전, 2000년 제3차전) ※역대 1위.
- 일본 시리즈 우수 선수상: 3회(1986년, 1988년, 2002년)
- 일본 시리즈 감투상: 2회(1993년, 1994년)
- IBM 플레이어오브더이어상: 1회(1990년)
- 우수 JCB·MEP상: 1회(2001년)
- 도쿄 돔 MVP: 1회(2001년)
- 퍼시픽 리그 공로상(2008년)
- 스카이 퍼펙트 커뮤니케이션 드라마틱 사요나라상(2009년 기념 표창)[1]

## 주요 기록

### 첫 기록
- 첫 출장: 1986년 4월 5일, 대 난카이 호크스 2차전(세이부 라이온스 구장)
- 첫 안타·첫 홈런·첫 타점: 상동.
- 첫 선발 출장: 1986년 4월 8일, 대 닛폰햄 파이터스 1차전(고라쿠엔 구장)
- 첫 도루: 1986년 5월 15일, 대 난카이 호크스 8차전(세이부 라이온스 구장)

### 기록 달성 경력
- 통산 1000경기 출장: 1993년 9월 9일, 대 오릭스 블루웨이브 20차전(그린 스타디움 고베) ※사상 313번째.
- 통산 1500경기 출장: 1997년 8월 22일, 대 요코하마 베이스타스 20차전(요코하마 스타디움) ※사상 120번째.
- 통산 2000경기 출장: 2003년 4월 11일, 대 한신 타이거스 1차전(도쿄 돔) ※사상 33번째.
- 통산 1000안타: 1993년 10월 13일, 대 지바 롯데 마린스 25차전(지바 마린 스타디움) ※사상 172번째.
- 통산 1500안타: 1998년 5월 23일, 대 히로시마 도요 카프 5차전(도쿄 돔) ※사상 75번째.
- 통산 2000안타: 2004년 6월 4일, 대 야쿠르트 스왈로스 9차전(메이지 진구 구장) ※사상 31번째.
- 통산 100홈런: 1989년 6월 4일, 대 후쿠오카 다이에 호크스 10차전(세이부 라이온스 구장) ※사상 155번째.
- 통산 150홈런: 1990년 8월 5일, 대 긴테쓰 버펄로스 18차전(세이부 라이온스 구장) ※사상 92번째.
- 통산 200홈런: 1992년 6월 26일, 대 오릭스 블루웨이브 11차전(세이부 라이온스 구장) ※사상 62번째.
- 통산 250홈런: 1994년 5월 4일, 대 닛폰햄 파이터스 5차전(세이부 라이온스 구장) ※사상 33번째.
- 통산 300홈런: 1996년 4월 10일, 대 닛폰햄 파이터스 2차전(세이부 라이온스 구장) ※사상 23번째.
- 통산 350홈런: 1997년 8월 21일, 대 한신 타이거스 22차전(도쿄 돔) ※사상 17번째.
- 통산 400홈런: 2000년 7월 11일, 대 히로시마 도요 카프 15차전(삿포로 마루야마 구장) ※사상 13번째.
- 통산 450홈런: 2002년 7월 3일, 대 주니치 드래건스 13차전(도쿄 돔) ※사상 11번째.
- 통산 500홈런: 2005년 4월 29일, 대 히로시마 도요 카프 4차전(히로시마 시민 구장) ※사상 8번째.
- 통산 1000타점: 1997년 9월 27일, 대 주니치 드래건스 25차전(도쿄 돔) ※사상 24번째.
- 통산 1500타점: 2006년 5월 21일, 대 한신 타이거스 2차전(한신 고시엔 구장) ※사상 8번째.

### 올스타전
- 올스타전 출장: 18회(1986년 ~ 1998년, 2000년 ~ 2002년, 2005년, 2006년)
- 올스타전 통산 타율: .365(100타수 이상에서는 역대 1위 타이 기록)
- 올스타전 통산 홈런: 13개(역대 2위 타이 기록)
- 올스타전 통산 타점: 34타점(역대 1위)
- 올스타전 통산 득점: 26득점(역대 1위 타이)
- 올스타전 통산 루타: 96루타(역대 1위)

### 기타
- 21년 연속 시즌 두 자릿수 홈런(1986년 ~ 2006년) ※역대 1위 타이 기록, 입단 1년차부터의 기록으로서는 사상 최초.
- 13년 연속 시즌 20홈런 이상(1986년 ~ 1998년) ※역대 3위 타이 기록, 입단 1년차부터의 기록으로서는 역대 1위.
- 시즌 20홈런 이상: 16회(1986년 ~ 1998년, 2001년, 2003년, 2005년) ※역대 3위 타이 기록.
- 통산 끝내기 홈런: 12개(역대 1위)
- 통산 끝내기 안타: 20개(역대 1위)
- 통산 만루 홈런: 11개(역대 9위 타이 기록)
- 통산 끝내기 만루 홈런: 2개(역대 1위 타이 기록)
- 3이닝 연속 홈런(2001년 6월 9일) ※사상 7번째.

## 등번호
- 3(1986년 ~ 1996년)
- 5(1997년 ~ 2008년)

## 연도별 성적
| 연도       | 소속       | 경 기 | 타 석 | 타 수 | 득 점 | 안 타 | 2 루 타 | 3 루 타 | 홈 런 | 루 타 | 타 점 | 도 루 | 도루 실패 | 희생 번트 | 희생 플라이 | 볼 넷 | 고의 사구 | 死 구 | 삼 진 | 병 살 타 | 타 율 | 출 루 율 | 장 타 율 | O P S |
| ---------- | ---------- | ----- | ----- | ----- | ----- | ----- | ------- | ------- | ----- | ----- | ----- | ----- | --------- | --------- | ----------- | ----- | --------- | ----- | ----- | -------- | ----- | -------- | -------- | ----- |
| 1986년     | 세이부     | 126   | 471   | 404   | 66    | 123   | 18      | 1       | 31    | 236   | 78    | 6     | 3         | 4         | 3           | 49    | 2         | 11    | 109   | 8        | .304  | .392     | .584     | .976  |
| 1987년     | 세이부     | 130   | 536   | 444   | 66    | 115   | 25      | 3       | 29    | 233   | 83    | 11    | 4         | 0         | 2           | 80    | 6         | 10    | 88    | 10       | .259  | .382     | .525     | .907  |
| 1988년     | 세이부     | 130   | 551   | 451   | 97    | 129   | 21      | 0       | 31    | 243   | 77    | 5     | 4         | 0         | 3           | 82    | 7         | 15    | 102   | 10       | .286  | .410     | .539     | .949  |
| 1989년     | 세이부     | 128   | 557   | 445   | 92    | 126   | 22      | 2       | 35    | 257   | 92    | 7     | 2         | 0         | 2           | 94    | 5         | 16    | 60    | 13       | .283  | .424     | .578     | 1.002 |
| 1990년     | 세이부     | 129   | 560   | 436   | 99    | 134   | 19      | 2       | 37    | 268   | 94    | 11    | 5         | 0         | 4           | 105   | 6         | 15    | 85    | 7        | .307  | .454     | .615     | 1.069 |
| 1991년     | 세이부     | 126   | 539   | 448   | 73    | 121   | 20      | 0       | 23    | 210   | 79    | 3     | 3         | 0         | 2           | 80    | 1         | 9     | 77    | 12       | .270  | .390     | .469     | .859  |
| 1992년     | 세이부     | 129   | 556   | 464   | 82    | 134   | 17      | 0       | 36    | 259   | 96    | 5     | 3         | 0         | 3           | 85    | 0         | 4     | 98    | 13       | .289  | .401     | .558     | .959  |
| 1993년     | 세이부     | 128   | 540   | 448   | 66    | 120   | 15      | 1       | 25    | 212   | 75    | 3     | 2         | 0         | 2           | 84    | 1         | 6     | 120   | 9        | .268  | .389     | .473     | .862  |
| 1994년     | 세이부     | 129   | 565   | 455   | 78    | 127   | 29      | 0       | 26    | 234   | 93    | 5     | 1         | 0         | 5           | 100   | 9         | 5     | 117   | 12       | .279  | .411     | .514     | .925  |
| 1995년     | 세이부     | 118   | 505   | 404   | 63    | 99    | 13      | 3       | 25    | 193   | 64    | 2     | 0         | 0         | 2           | 90    | 1         | 9     | 111   | 6        | .245  | .392     | .478     | .870  |
| 1996년     | 세이부     | 130   | 563   | 487   | 67    | 125   | 30      | 0       | 31    | 248   | 84    | 0     | 2         | 0         | 0           | 70    | 0         | 6     | 122   | 14       | .257  | .357     | .509     | .866  |
| 1997년     | 요미우리   | 130   | 550   | 462   | 65    | 115   | 24      | 0       | 32    | 235   | 95    | 0     | 0         | 0         | 7           | 69    | 3         | 12    | 152   | 7        | .249  | .356     | .509     | .865  |
| 1998년     | 요미우리   | 116   | 470   | 384   | 67    | 103   | 14      | 0       | 23    | 186   | 80    | 1     | 0         | 0         | 11          | 67    | 1         | 8     | 76    | 13       | .268  | .379     | .484     | .863  |
| 1999년     | 요미우리   | 86    | 323   | 263   | 39    | 62    | 12      | 0       | 13    | 113   | 46    | 0     | 0         | 0         | 4           | 46    | 0         | 10    | 68    | 12       | .236  | .365     | .430     | .795  |
| 2000년     | 요미우리   | 75    | 252   | 216   | 41    | 64    | 10      | 0       | 16    | 122   | 54    | 0     | 0         | 0         | 3           | 25    | 0         | 8     | 51    | 6        | .296  | .385     | .565     | .950  |
| 2001년     | 요미우리   | 134   | 552   | 467   | 67    | 139   | 29      | 0       | 29    | 255   | 121   | 0     | 1         | 1         | 4           | 65    | 2         | 14    | 140   | 20       | .298  | .396     | .546     | .942  |
| 2002년     | 요미우리   | 55    | 174   | 148   | 24    | 47    | 1       | 0       | 12    | 84    | 33    | 0     | 0         | 0         | 1           | 18    | 2         | 7     | 36    | 1        | .318  | .414     | .568     | .982  |
| 2003년     | 요미우리   | 114   | 403   | 341   | 47    | 99    | 9       | 0       | 26    | 186   | 68    | 0     | 0         | 0         | 4           | 42    | 0         | 16    | 97    | 9        | .290  | .390     | .545     | .935  |
| 2004년     | 요미우리   | 40    | 120   | 101   | 18    | 23    | 2       | 0       | 12    | 61    | 27    | 0     | 0         | 0         | 0           | 15    | 0         | 4     | 41    | 4        | .228  | .350     | .604     | .954  |
| 2005년     | 요미우리   | 96    | 375   | 321   | 42    | 68    | 6       | 0       | 22    | 140   | 52    | 0     | 1         | 0         | 3           | 41    | 0         | 10    | 111   | 6        | .212  | .317     | .436     | .753  |
| 2006년     | 오릭스     | 67    | 241   | 203   | 21    | 45    | 7       | 0       | 11    | 85    | 36    | 0     | 0         | 0         | 1           | 36    | 1         | 1     | 83    | 6        | .222  | .340     | .419     | .759  |
| 2008년     | 오릭스     | 22    | 25    | 22    | 0     | 4     | 2       | 0       | 0     | 6     | 3     | 0     | 0         | 0         | 0           | 3     | 0         | 0     | 11    | 0        | .182  | .280     | .273     | .553  |
| 통산: 22년 | 통산: 22년 | 2338  | 9428  | 7814  | 1280  | 2122  | 345     | 12      | 525   | 4066  | 1530  | 59    | 31        | 5         | 66          | 1346  | 47        | 196   | 1955  | 198      | .272  | .389     | .520     | .909  |

- 굵은 글씨는 시즌 최고 성적, 붉은색 글씨는 일본 프로 야구 역대 최고 성적.
- 2007년은 1군 출장 없음.